# Battle for the Sun (chanson)
Pistes de Battle for the Sun
Ashtray Heart For What It's Worth
Battle for the Sun est une chanson du groupe de rock Placebo. Il s'agit de la troisième piste de l'album Battle for the Sun. Le morceau a été diffusé pour la première fois le 17 mars 2009 sur la radio française Le Mouv' à 20h15 (GTM+1) puis à 20h30 (GTM+1) sur la radio anglaise BBC Radio 1 et rendu téléchargeable gratuitement sur le site officiel du groupe.
Malgré les apparences, ce titre ne devint pas un single mais apparaissait au groupe comme le morceau le plus ambitieux. C'est effectivement For What It's Worth qui fut le premier single du sixième album de Placebo.